# Pecluma pilosa
Pecluma pilosa är en stensöteväxtart som först beskrevs av A.M. Evans och som fick sitt nu gällande namn av Michael Kessler och Alan Reid Smith.
Pecluma pilosa ingår i släktet Pecluma och familjen Polypodiaceae. Inga underarter finns listade i Catalogue of Life.